# Matthias Dögen

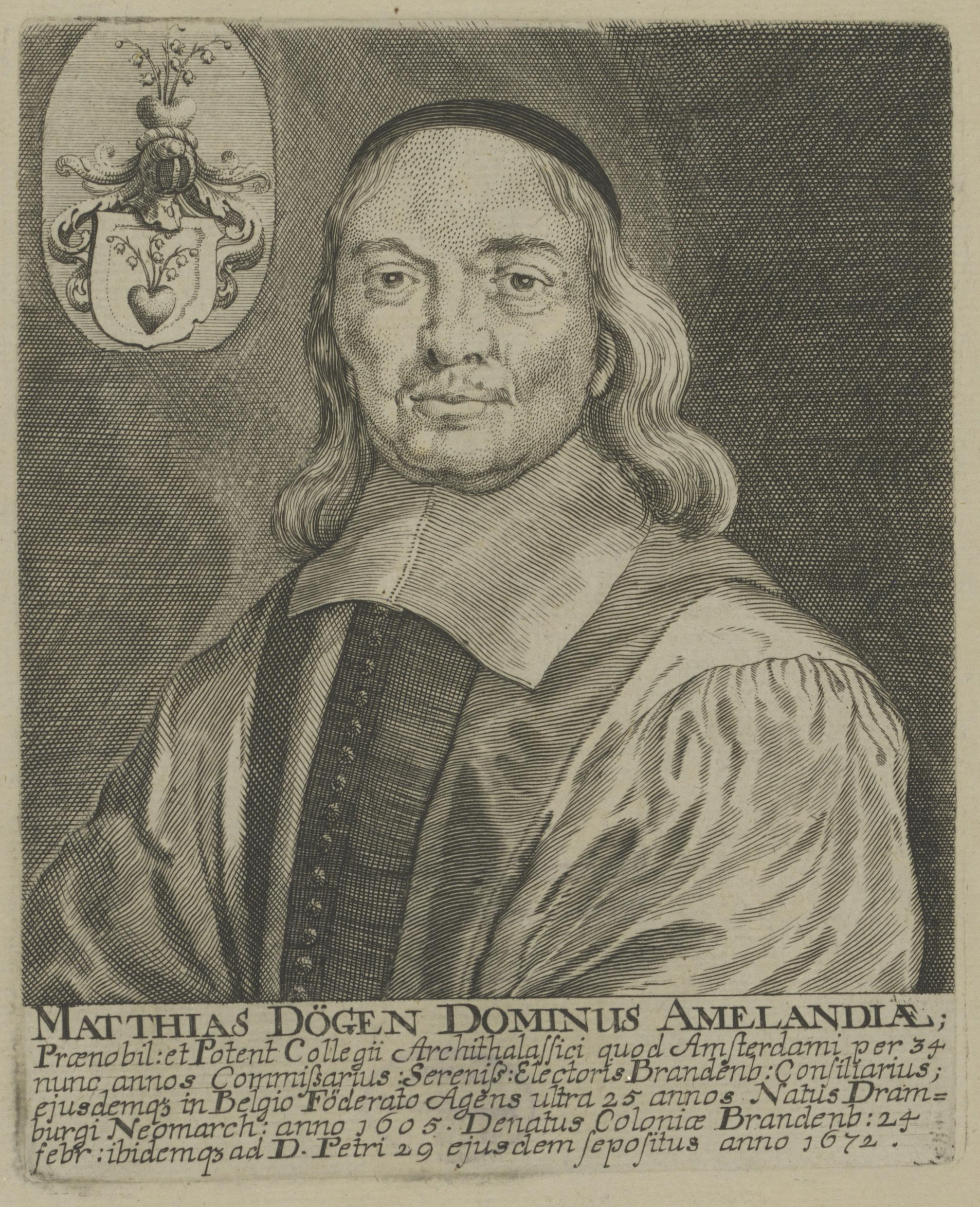
Matthias Dögen

Matthias Dögen (* zwischen 24. Februar 1605 und 23. Februar 1606 in Köntopf bei Dramburg; † 23. Februar 1672 in Berlin) war ein brandenburgischer Festungsbauingenieur und Diplomat.

## Familie
Matthias Dögen war der Sohn des Predigers in Köntopf bzw. seit 1611 Diakonus in Dramburg Elias Dögen (* 1581; † 1626) und der Gertrud Boetticher, Tochter des Otto Boetticher, Inspekteur des Falkenburger Kirchenkreises und der Bürgermeisterstochter Anna Schultz aus Gartz an der Oder. Aus seiner Ehe mit Maria Vermeule wurde Mattias Dögen ein Sohn geboren.

## Leben
1620 besuchte Dögen die Brandenburgische Universität Frankfurt, um Mathematik zu studieren. Anschließend nahm er an der Universität Leiden ein Studium der Ingenieurwissenschaften auf.
Nach seinem Studium arbeitete er bald im Auftrag der Amsterdamer Admiralitäten der Republik der Sieben Vereinigten Provinzen. Seine dort abgefassten Werke beeindruckten den Großen Kurfürsten Friedrich Wilhelm von Brandenburg, so dass dieser Dögen nach Berlin zog, um bei der Erneuerung der nach dem veralteten Lynarschen System errichteten Berliner Festungswerke mitzuwirken.
1641 ernannte der Kurfürst den damaligen Dögen zum Agenten in Den Haag, bald darauf zum Rat und Residenten für Amsterdam. Er hatte u. a. die Aufgabe, die vom damaligen Kurprinzen Georg Wilhelm als Statthalter von Kleve 1615 von dem Generaleinnehmer des Admiralitätskollegiums Peter Höfyser aufgenommenen Schuld von 100.000 holländischen Gulden zu liquidieren, sowie eine Allianz mit den Generalstaaten herbeizuführen. Im Juli 1655 mündet seine diplomatische Tätigkeit im Abschluss der Allianz Brandenburgs mit den Generalstaaten.
1657 übertrug Ernst von Zuhm seine Rechte an Ameland an Dögen. Im August 1662 verließ er Amsterdam und beschloss seinen Lebensabend als Privatmann in Berlin.

## Werke
- Architectura militaris moderna variis historiis tam veteribus quam novis confirmata et praecipuis totius Europae monumentis ad exemplum adductis exornata, Amsterdam 1647
  - L’Architecture militaire moderne, ou Fortification confirmée par diverses histories tant anciennes que nouvelles & enrichie des figures de principales forteresses qui son en l’Europe. Elzevier, Amsterdam 1648
- Architecturae militaris modernae Theoria et Praxis, Amsterdam 1648